# 拉帕科迪耶尔
拉帕科迪耶尔（法語：La Pacaudière，法語發音：[la pakodjɛʁ]）是法国卢瓦尔省的一个市镇，位于该省西北部，属于罗阿讷区。

## 地理
拉帕科迪耶尔（46°10'32"N, 3°52'3"E）面积20.61 平方千米，位于法国奥弗涅-罗讷-阿尔卑斯大区卢瓦尔省，该省份为法国中南部省份，北起顺时针与索恩-卢瓦尔省、罗讷省、伊泽尔省、阿尔代什省、上盧瓦爾省、多姆山省和阿列省接壤。
与拉帕科迪耶尔接壤的市镇（或旧市镇、城区）包括：于尔比斯、维旺、舍奈勒沙泰勒、尚日、勒克罗泽、圣马丹代斯特雷欧。

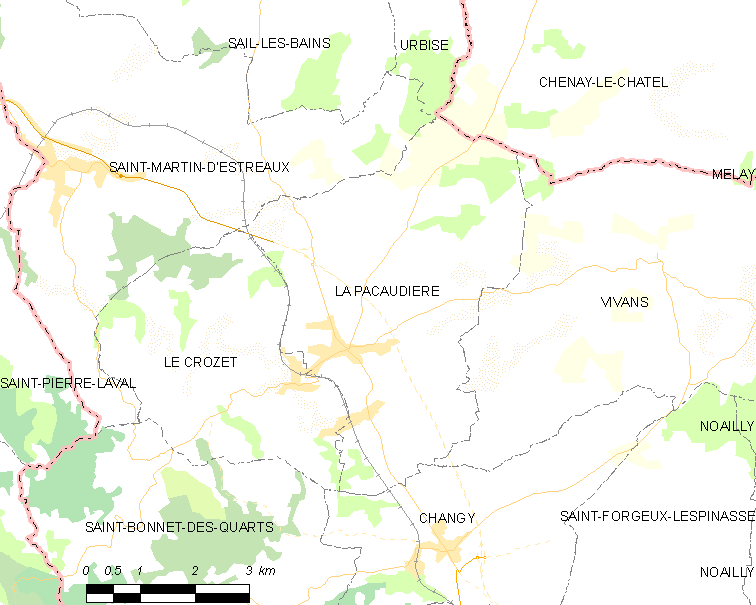
拉帕科迪耶尔的OSM定位图

拉帕科迪耶尔的时区为UTC+01:00、UTC+02:00（夏令时）。

## 行政
拉帕科迪耶尔的邮政编码为42310，INSEE市镇编码为42163。

## 政治
拉帕科迪耶尔所属的省级选区为勒奈松县。

## 人口

1962-2008年间拉帕科迪耶尔人口变化图示

拉帕科迪耶尔于2022年1月1日时的人口数量为1070人。